# Rutka (województwo warmińsko-mazurskie)
Rutka (niem. Rauttersfelde) – osada w Polsce położona w województwie warmińsko-mazurskim, w powiecie kętrzyńskim, w gminie Barciany.
W latach 1975–1998 miejscowość położona była w województwie olsztyńskim.
Zobacz też: Rutka, Rutka-Tartak